# Cho Sung-hyung
Cho Sung-hyung (Hangeul 조성형, * 1966 in Busan, Südkorea) ist eine koreanisch-deutsche Filmregisseurin, Filmeditorin und Professorin.

## Leben und Werk
Die Mutter von Cho Sung-hyung war Krankenschwester in Hannover und Cho lernte im Goethe-Institut in Seoul Deutsch, wo sie Deutsche Literatur kennen lernte. Später studierte sie in Seoul Kommunikationswissenschaft und kam 1990 nach Deutschland, wo sie ein Studium der Kunstgeschichte, Medienwissenschaften und Philosophie in Marburg absolvierte. Sie arbeitete als freiberufliche Editorin und leitete Schnitt-Seminare am Filmhaus Frankfurt und am SAE Institute.
Zunehmend führte sie auch Regie in den Bereichen Dokumentarfilm und Musikvideo. Ihr Dokumentarfilm Full Metal Village wurde mit dem Max-Ophüls-Preis ausgezeichnet; erstmals in der Geschichte des Festivals wurde damit einem Dokumentarfilm der Hauptpreis zuerkannt. Weitere Auszeichnungen waren der Hessische Filmpreis, der Schleswig-Holstein Filmpreis, der Gilde Filmkunstpreis sowie der Preis zur Förderung des künstlerischen Nachwuchses der DEFA-Stiftung.
Cho ist seit dem Wintersemester 2011/2012 Professorin für Künstlerischen Film/Bewegtbild an der Hochschule der Bildenden Künste Saar in Saarbrücken. Am 20. Juli 2012 erhielt sie die deutsche Staatsbürgerschaft. Seit 2018 sitzt sie als Professorin in der Jury des Bundesfestivals junger Film.
Zwecks ihres 2016 entstandenen Dokumentarfilms Meine Brüder und Schwestern im Norden musste sie ihre südkoreanische Staatsbürgerschaft aufgeben, da das nordkoreanische Politsystem ihr ansonsten keine Einreise- und Drehgenehmigung gegeben hätte, und weil Südkorea die Reise südkoreanischer Staatsbürger nach Nordkorea als Staatsverrat ahndet.

## Filmografie

### Schnitt
- 2001: Freudenhaus (Kurzfilm-Spielfilm) – Regie: Veit Helmer
- 2003: Verirrte Eskimos (Kurzfilm-Spielfilm) – Regie: Ferdinand Barth
- 2004: Parzifal in Isfahan (Dokumentarfilm) – Regie: Bruno Schneider

### Regie
- 2006: Full Metal Village (auch Schnitt, Kino)
- 2009: Endstation der Sehnsüchte (auch Schnitt, Kino)
- 2011: 11 Freundinnen (auch Schnitt, Kino)
- 2013: Heimisch in Hessen (auch Schnitt, TV/HR)
- 2015: Verliebt, verlobt, verloren (auch Schnitt)[7]
- 2015: Zwei Stimmen aus Korea (TV/3sat)
- 2016: Meine Brüder und Schwestern im Norden (Kino)

## Auszeichnungen
- 2006: Schleswig-Holstein Filmpreis für Full Metal Village
- 2006: Hessischer Filmpreis für Full Metal Village
- 2007: Max Ophüls Preis für Full Metal Village
- 2007: Gilde-Filmpreis für Full Metal Village
- 2007: Preis zur Förderung des künstlerischen Nachwuchses der DEFA-Stiftung
- 2009: Bester regionaler Langfilm des 2. Lichter Filmfests für Endstation der Sehnsüchte
- 2016: Bester regionaler Langfilm des 9. Lichter Filmfests für Meine Brüder und Schwestern im Norden
- 2016: Bester Dokumentarfilm des 26. Filmkunstfests Mecklenburg-Vorpommern für Meine Brüder und Schwestern im Norden